# Горобець білобровий
Горобець білобровий (Gymnoris superciliaris) — вид горобцеподібних птахів родини горобцевих (Passeridae).

## Поширення
Вид поширений в південній половині Африки південніше Габону і Танзанії. Мешкає у субтропічних і тропічних сухих лісах, сухих саванах та субтропічних або тропічних сухих чагарниках.

## Опис
Дрібний птах, завдовжки 16 см, вагою 22-30 г.

## Підвиди
- Gymnoris superciliaris superciliaris (Blyth, 1845) — номінативна форма, зустрічається виключно в Південно-Африканській Республіці.
- Gymnoris superciliaris rufitergum (Clancey, 1964) — від Габону до Намібії та на схід на південний захід Танзанії та північного заходу Ботсвани.
- Gymnoris superciliaris flavigula (Sundevall, 1850) — на півдні та південному сході Замбії та Зімбабве, на межі Мозамбіку, на сході Ботсвани та на півночі Південно-Африканської Республіки.
- Gymnoris superciliaris bororensis (Roberts, 1912) — на сході Танзанії, на півдні Малаві та на сході Трансваалю, а також на північному сході Наталу та сході Есватіні.